# Hypsioma amydon
Hypsioma amydon là một loài bọ cánh cứng trong họ Cerambycidae.